# Kirberg
Kirberg ist ein Ortsteil der Gemeinde Hünfelden und deren Verwaltungssitz im mittelhessischen Landkreis Limburg-Weilburg.

## Geographie
Die Kirberger Gemarkung grenzt von Westen nach Südosten im Uhrzeigersinn an die Hünfeldener Ortsteile Heringen, Neesbach, Dauborn und Ohren, nach Süden an Ketternschwalbach, einen Ortsteil von Hünstetten und damit an den Rheingau-Taunus-Kreis.
Die Gemarkung ist leicht länglich in Nord-Süd-Richtung gestreckt. Die nördlichen zwei Drittel werden von landwirtschaftlich genutzter Fläche bestimmt, während das südliche Drittel Teil eines großen Mischwald-Gebiets ist. Das Gelände fällt vom Süden nach Nordosten ab. Der höchste Punkt mit 370 Metern befindet sich am Südrand der Gemarkung. Der Ort selbst liegt auf einer Höhe von 210 bis 240 Metern in einer in Ost-West-Richtung verlaufenden Senke und wird vom Hainbach durchflossen.

## Geschichte

### Mittelalter

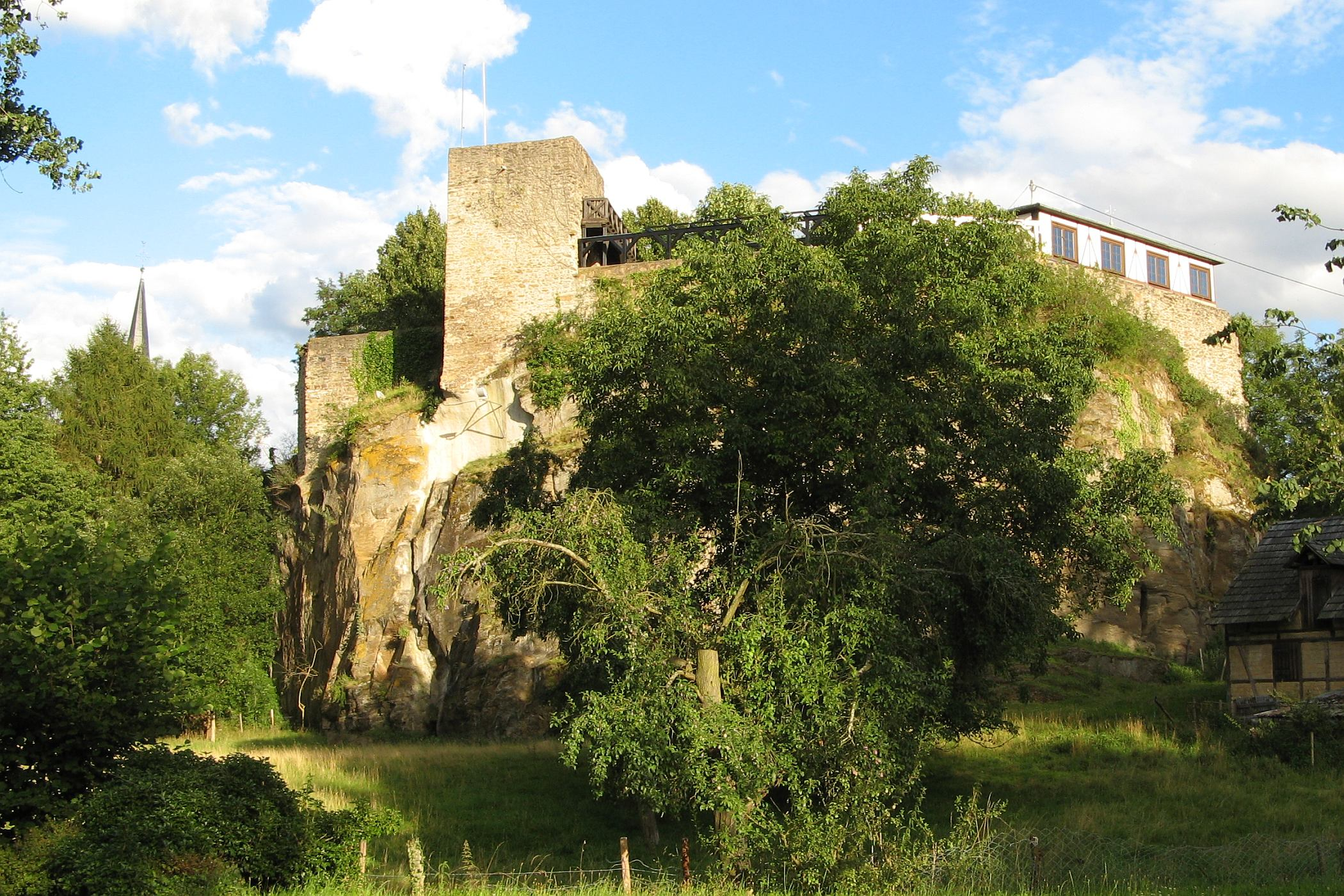
Burg Kirberg

Die Geschichte des Orts ist eng mit der der Burg Kirberg verbunden, die sich auf einem Schalsteinsporn am Rand des alten Ortskerns erhebt. Die Siedlung selbst ist aber älter als die um das Jahr 1355 erbaute Burg. Vor der Festungsanlage befand sich auf dem Felsen vermutlich ab 790 eine Kirche. Wichtig für die Stadtgründung dürfte die Lage an der Hünerstraße, einer bedeutenden Altstraße, gewesen sein.
Gerhard von Diez und Johann I. von Nassau-Weilburg ließen die Burg Kirberg gemeinsam erbauen. Im Rahmen des Burgenbaus wurden Kirberg die Stadtrechte verliehen und eine Ringmauer um die Siedlung errichtet. Die zu diesem Akt gehörende Urkunde stellt zugleich die erste überlieferte Nennung von Kirberg dar. Zollstationen für den auf der Hünerstraße hindurch kommenden Verkehr wurden am Ober- und am Unterturm der Mauer eingerichtet. Die Burg selbst wurde nur kurze Zeit genutzt und begann danach bald zu verfallen. Viele der umliegenden Häuser sind mit Steinen erbaut, die aus der Ruine gebrochen wurden.
Nach dem Aussterben des Diezer Grafenhauses 1386 lag die Herrschaft über beide Teile der Stadt meist jeweils bei einer Linie des Hauses Nassau. Durch Erbschaft, Verpfändung oder Verkauf waren kurzzeitig auch Kurtrier, Eppstein und die Herren von Reifenberg Herren eines Teils der Stadt.

### Frühe Neuzeit

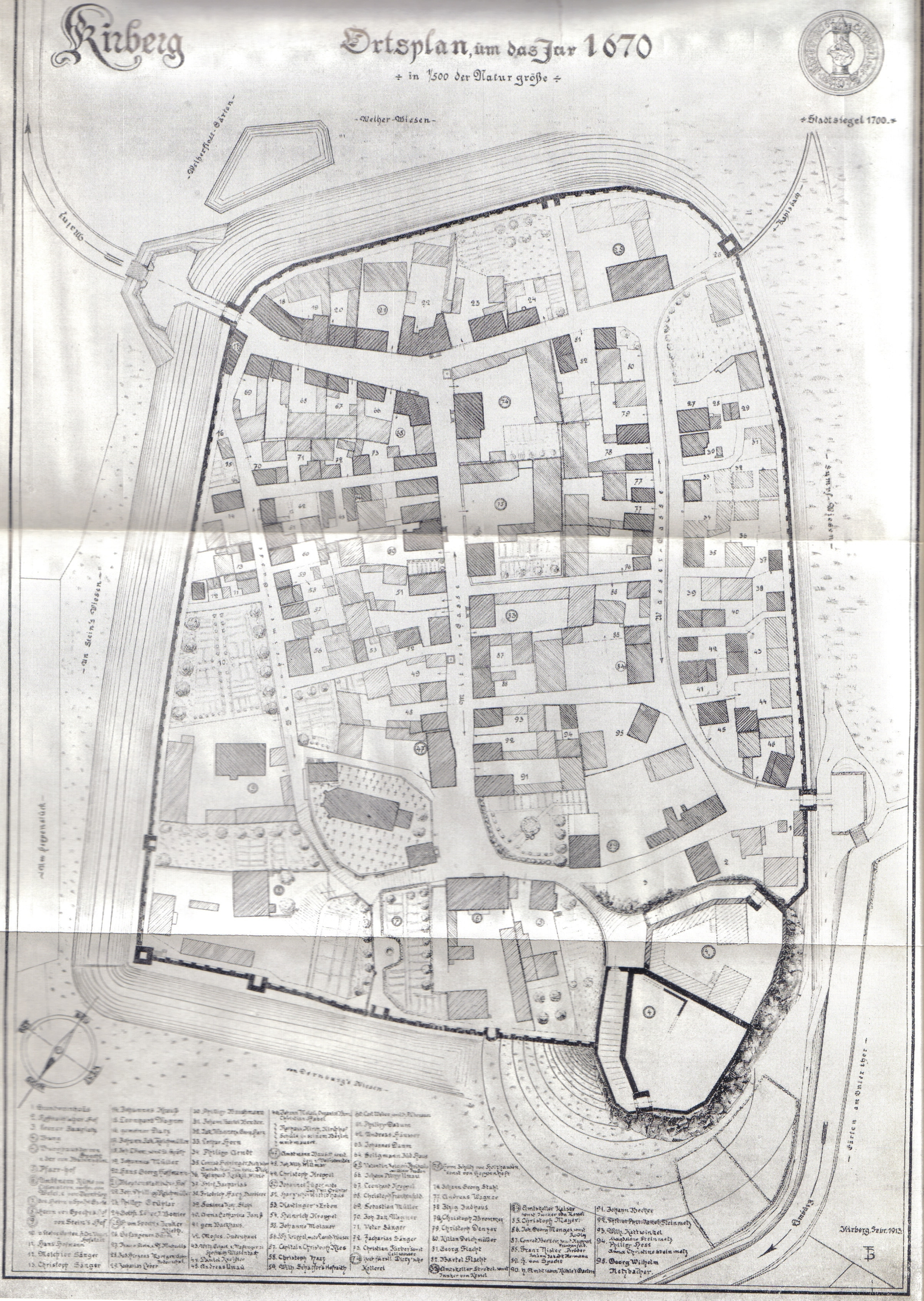
Ortskarte von 1670

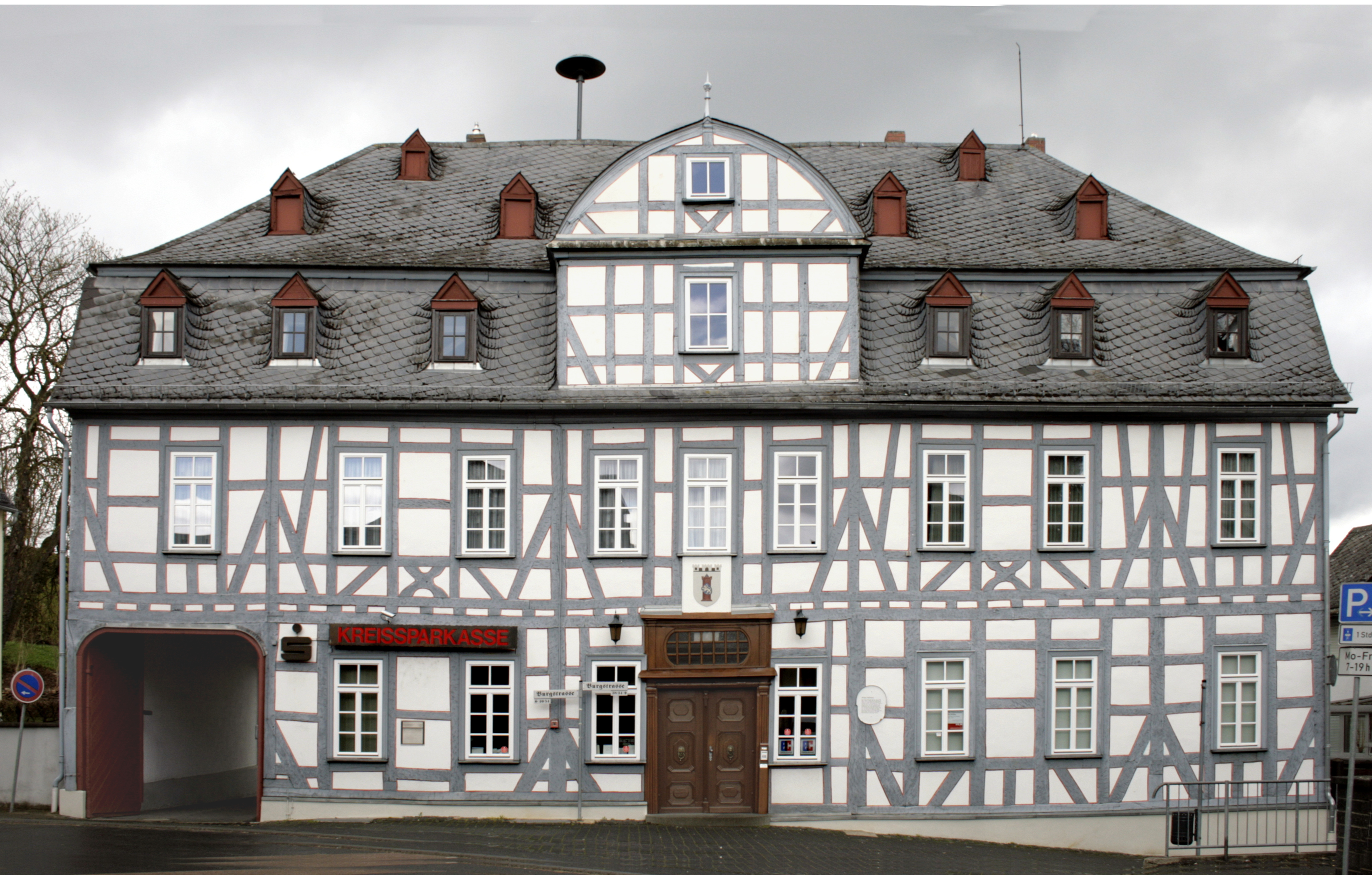
Altes Rathaus

Durch die Umsiedlung von Einwohnern der später wüstgefallenen Orte Bubenheim und Sindersbach erfuhr die Stadt ein beträchtliches Wachstum. Die grundlegende Struktur des Ortskerns mit drei parallelen Straßen, die bis heute besteht, geht auf die Zeit der Stadtgründung zurück. Die damals angesiedelten Burgmannenfamilien blieben zum Teil über Jahrhunderte im Ort ansässig und waren Erbauer einiger heute noch vorhandener Fachwerk-Anwesen. Der heute eindrucksvollste Bau dieser Art ist das „Stein’sche Haus“: 1481 wurde es vom in der Region bedeutenden Adelsgeschlecht von Reifenberg erbaut. Im Jahr 1556 erbte das Adelsgeschlecht vom Stein das Anwesen. Karl Freiherr vom Stein ließ es 1784 zum Witwensitz für seine Mutter ausbauen. Dabei wurde die Anlage erheblich verändert und erhielt ihre heutige Form, die nach einer umfassenden Renovierung von 1974 bis 1981 wieder hervortrat.
Im Jahr 1555 wurde die erste Schule eröffnet. Um 1858 zog sie in ein neues Gebäude um.
Für das Jahr 1594 ist die Bezeichnung Flecken für Kirberg verbürgt. Spätestens zu diesem Zeitpunkt besaß der Ort keine Stadtrechte mehr, war jedoch Sitz des Amtes Kirberg, das neben der neuen Stadt auch Bubenheim, Sindersbach, Niederheringen (alle drei heute wüst), Ohren, Nauheim, Neesbach und Oberheringen, das heutige Heringen, umfasste. Ursprünglich scheinen die beiden Herren der Stadt einen gemeinsamen Amtmann eingesetzt zu haben. Nach wiederholten Streitigkeiten gab es zwei Amtmänner, jeweils von einer der beiden Herrschaften beauftragt. Im 16. Jahrhundert ging die Funktion des Amtmannes von Niederadligen an Bürgerliche über. Die Amtmänner übten in Kirberg die Niedere Gerichtsbarkeit für den Amtsbezirk aus. An vier Tagen im Jahr wurde in Kirberg auch die Blutgerichtsbarkeit von den Amtmännern und einem Schöffenkollegium ausgeübt. Das Amt befand sich in einer Grenzregion zwischen Fürstentümern der verschiedenen Zweige des Hauses Nassau (Dauborn, Oberneisen, Bechtheim) und Kurtrier (Werschau, Lindenholzhausen). Dies führte wiederholt zu Grenzstreitigkeiten. Im Jahr 1610 wurde das heutige Alte Rathaus als Adelshof errichtet. Nach einem früheren Besitzer wird es auch Heckenhaus genannt. 1731 bis 1769 wohnte und arbeitete der Amtmann dort. Im Jahr 1813 hatte Ludwig Yorck von Wartenburg dort sein Quartier. Später war das Gebäude bis 1970 Rathaus der Gemeinde Kirberg. Heute finden sich dort ein Heimatmuseum, Räume für verschiedene Vereine und eine Sparkassenfiliale.
Während des Dreißigjährigen Krieges und mehrfach in den folgenden Jahrzehnten zogen Brände Teile des Orts in Mitleidenschaft. Nach dem letzten dieser Brände, der nahezu die gesamte Siedlung vernichtete, wurde Kirberg 1711 weitgehend neu aufgebaut. Viele der repräsentativen Fachwerkgebäude, die den Ortskern prägen, stammen aus dieser Zeit. In den Jahren 1796 und 1850 folgten weitere große Brände. Kurz nach der Bildung des Herzogtums Nassau 1806 verlor Kirberg den Amtssitz an Limburg.

### Neuere und Neueste Geschichte
Die alte Ringmauer schützte Kirberg noch im Dreißigjährigen Krieg vor Angriffen und wurde 1697 in Stand gesetzt. 1818 wurden die beiden Türme abgerissen, in der Mitte des 19. Jahrhunderts auch der westliche Abschnitt der Mauer. Die Siedlung wuchs um eine vierte Parallelstraße, die Neugasse. 1904 wurde ein Krankenhaus eröffnet.
Im Ersten Weltkrieg fielen 52, im Zweiten 43 Kirberger. Im Jahr 1955 wurden der Kindergarten, das Freibad und das Dorfgemeinschaftshaus (heute Rathaus der Gemeinde Hünfelden) ihrer Bestimmung übergeben
Zum Stichtag 1. Oktober 1971 fusionierte Kirberg im Zuge der Gebietsreform in Hessen mit sechs weiteren bis dahin selbständigen Gemeinden freiwillig zur neuen Gemeinde Hünfelden. Für die ehemals eigenständigen Gemeinden von Hünfelden wurde je ein Ortsbezirk mit Ortsbeirat und Ortsvorsteher nach der Hessischen Gemeindeordnung gebildet.

### Wirtschaftsgeschichte
Wirtschaftlich war Kirberg spätestens mit dem Bedeutungsverlust der Burg fast ausschließlich auf die Landwirtschaft ausgerichtet. Unmittelbar um den Ort erstrecken sich Gärten. Wein wurde bis zum Beginn des 18. Jahrhunderts angebaut. Die immer stärker gewordene Zersplitterung der Felder durch die Realteilung wurde 1906 mit einer umfassenden Flurbereinigung behoben. Für 1800 waren im Ort 66 Pferde, 278 Kühe und Rinder, 664 Schafe und 170 Schweine verzeichnet. Mühlen gab es auf Kirberger Gebiet nicht, die Bannmühle befand sich vermutlich im Kloster Gnadenthal.
Gemeinsam mit den übrigen Orten des Amtes bildete Kirberg eine Markgenossenschaft, die ein ausgedehntes Waldgebiet besaß. Für Heringen ist bereits 1373 ein „Holzweiser“ als Markbeamter überliefert, für Kirberg erst 1477. Eine detaillierte Ordnung über Waldnutzung und Organe der Markgenossenschaft ist erstmals von 1661 überliefert.
Ungewöhnlich für eine Stadt ist das Fehlen eines Jahrmarkts. Noch 1732 und 1765 gab es erfolglose Bemühungen aus der Bürgerschaft, einen solchen einzurichten.
Am Ende des 19. Jahrhunderts erlebte der Ort eine starke Abwanderung von Einwohnern, da es in Kirberg kaum andere Erwerbsmöglichkeiten als die Landwirtschaft gab. Im Jahr 1860 wurde ein Gewerbeverein gegründet.

### Religionsgeschichte

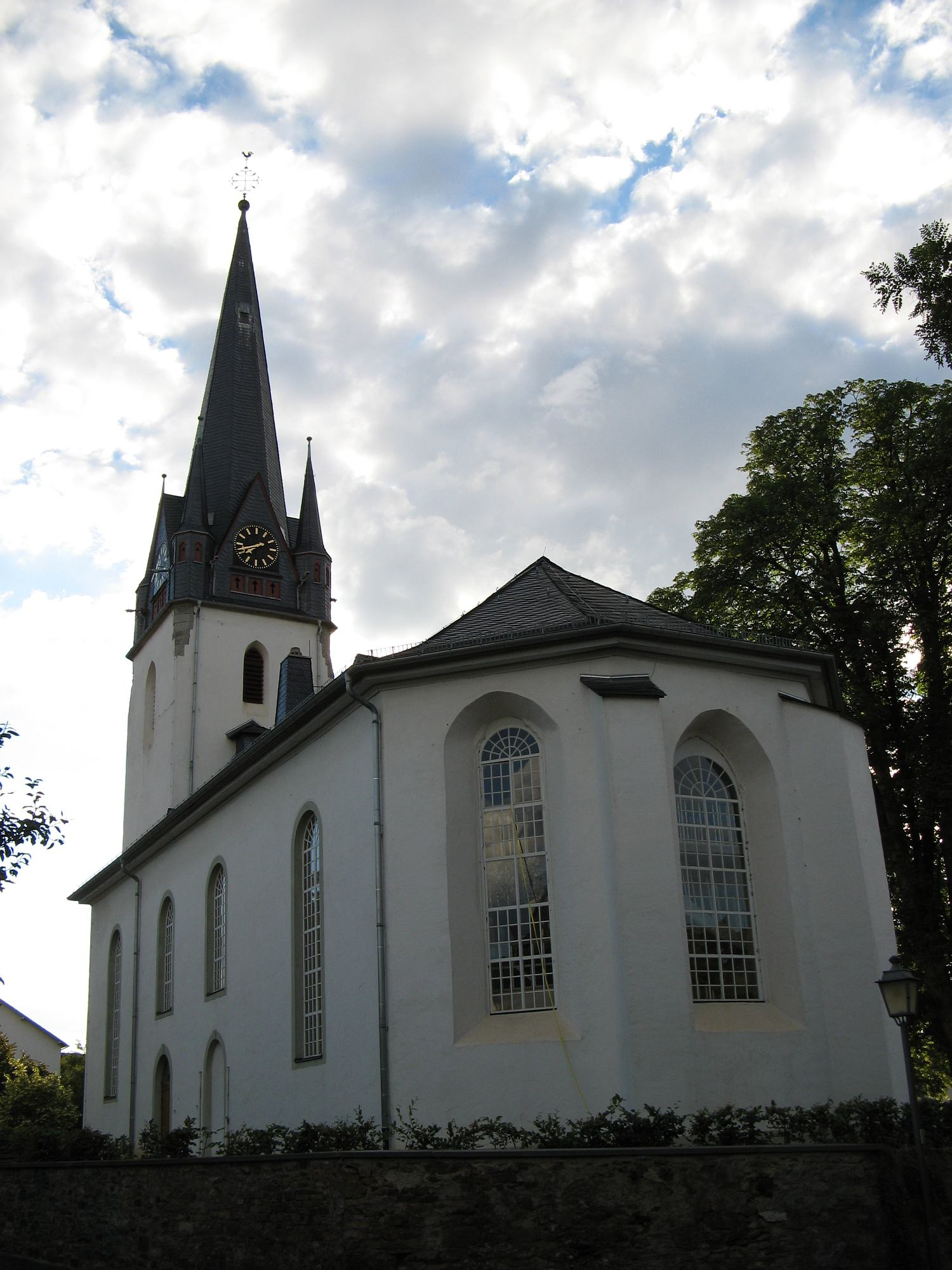
Evangelische Kirche, Apsis-Seite

Im Jahr 1355, zugleich mit dem Bau der Burg, erhielt der Ort eine neue Kirche. Kirberg war aber bereits zuvor Sitz eines von sechs rechtsrheinischen Dekanaten des Bistums Trier unter dem Archidiakonat des Stifte St. Lubentius in Dietkirchen. Spätestens 1217 besaß das Dekanat ein eigenes Landkapitel, eine geistliche Gemeinschaft, analog zu Dom- oder Stiftkapiteln auf höheren kirchlichen Ebenen. Später wurde die Pfarrei dem 1289 gegründeten Stift Diez angeschlossen. Im Jahr 1525 legte der letzte katholische Pfarrer sein Amt nieder. 1530 war Kirberg vollständig reformiert. Der Ort blieb Standort eines Dekanats, das mit der Gründung des Herzogtums Nassau 1806 die Kirchspiele Nauheim, Mensfelden, Staffel, Dauborn und Hadamar umfasste und 1933 aufgeteilt wurde. Erst 1946 entstand als Folge der Ansiedlung katholischer Heimatvertriebener wieder eine katholische Gemeinde. Im Jahr 1949 gab es wieder 1300 Katholiken im Ort, die zunächst von der Pfarrei Werschau betreut wurden. Am 7. September 1949 erfolgte der erste Spatenstich für eine katholische Kirche, bereits am 18. Dezember wurde sie geweiht. Im Jahr 1950 folgte der Bau des benachbarten Pfarrhauses.
Juden siedelten sich vermutlich im 17. Jahrhundert erstmals in Kirberg an. 1769 waren 14 jüdische Familien mit 43 Mitgliedern verzeichnet. Eine kleine Synagoge befand sich spätestens 1720 in der Wassergasse. Die jüdische Gemeinde umfasste auch Dauborn, Heringen und Mensfelden. Als die Zahl der Juden in Heringen und Mensfelden über die in den beiden anderen Orten stieg, wurde eine Filialsynagoge in Heringen eingerichtet. Kirberg blieb aber Sitz der Gemeinde. 1933 wurde die Kirberger Synagoge geschlossen, 1939 die Kultgegenstände und religiösen Schriftstücke der Staatspolizei in Frankfurt übergeben und anschließend vermutlich vernichtet. Der jüdische Friedhof befand sich zunächst in der Gemarkung „Hünergraben“, später an der Straße zwischen Kirberg und Dauborn. 17 Grabsteine sind noch erhalten.
Historische Religionszugehörigkeit
- 1885: 1087 evangelische (= 96,45 %), 23 katholische (= 2,04 %), 17 jüdische (= 1,51 %) Einwohner[1]
- 1961: 1032 evangelische (= 74,89 %), 341 katholische (= 24,75 %) Einwohner[1]

### Verwaltungsgeschichte im Überblick
Die folgende Liste zeigt die Herrschaftsgebiete und Staaten, in denen Kirberg lag, bzw. die Verwaltungseinheiten, denen es unterstand:
- vor 1806: Heiliges Römisches Reich, Amt Kirberg (halb Fürstentum Nassau-Diez, halb Fürstentum Nassau-Usingen)
- ab 1806: Herzogtum Nassau, Amt Kirberg (Gemeinschaftsbesitz von Nassau-Usingen und Nassau-Oranien)
- ab 1816: Herzogtum Nassau[Anm. 1], Amt Limburg
- ab 1849: Herzogtum Nassau, Kreisamt Limburg[Anm. 2]
- ab 1854: Herzogtum Nassau, Amt Limburg
- ab 1867: Norddeutscher Bund[Anm. 3], Königreich Preußen, Provinz Hessen-Nassau, Regierungsbezirk Wiesbaden, Unterlahnkreis[Anm. 4]
- ab 1871: Deutsches Reich, Königreich Preußen, Provinz Hessen-Nassau, Regierungsbezirk Wiesbaden, Unterlahnkreis
- ab 1886: Deutsches Reich, Königreich Preußen, Provinz Hessen-Nassau, Regierungsbezirk Wiesbaden, Kreis Limburg
- ab 1918: Deutsches Reich, Freistaat Preußen, Provinz Hessen-Nassau, Regierungsbezirk Wiesbaden, Kreis Limburg
- ab 1944: Deutsches Reich, Freistaat Preußen, Provinz Nassau, Landkreis Limburg
- ab 1945: Amerikanische Besatzungszone, Groß-Hessen, Regierungsbezirk Wiesbaden, Landkreis Limburg
- ab 1946: Amerikanische Besatzungszone, Hessen, Regierungsbezirk Wiesbaden, Landkreis Limburg
- ab 1949: Bundesrepublik Deutschland, Hessen, Regierungsbezirk Wiesbaden, Landkreis Limburg
- ab 1968: Bundesrepublik Deutschland, Hessen, Regierungsbezirk Darmstadt, Landkreis Limburg
- ab 1971: Bundesrepublik Deutschland, Hessen, Regierungsbezirk Darmstadt, Landkreis Limburg, Gemeinde Hünfelden[Anm. 5]
- ab 1974: Bundesrepublik Deutschland, Hessen, Regierungsbezirk Darmstadt, Landkreis Limburg-Weilburg, Gemeinde Hünfelden
- ab 1981: Bundesrepublik Deutschland, Hessen, Regierungsbezirk Gießen, Landkreis Limburg-Weilburg, Gemeinde Hünfelden

## Bevölkerung

### Einwohnerstruktur 2011
Nach den Erhebungen des Zensus 2011 lebten am Stichtag dem 9. Mai 2011 in Kirberg 2310 Einwohner. Darunter waren 63 (2,7 %) Ausländer. Nach dem Lebensalter waren 381 Einwohner unter 18 Jahren, 912 zwischen 18 und 49, 561 zwischen 50 und 64 und 456 Einwohner waren älter. Die Einwohner lebten in 924 Haushalten. Davon waren 237 Singlehaushalte, 279 Paare ohne Kinder und 312 Paare mit Kindern, sowie 81 Alleinerziehende und 18 Wohngemeinschaften. In 129 Haushalten lebten ausschließlich Senioren und in 627 Haushaltungen lebten keine Senioren.

### Einwohnerentwicklung
Im Jahr 1594 wurden in Kirberg 67 Familien gezählt.
| Kirberg: Einwohnerzahlen von 1834 bis 2019 | Kirberg: Einwohnerzahlen von 1834 bis 2019 | Kirberg: Einwohnerzahlen von 1834 bis 2019 | Kirberg: Einwohnerzahlen von 1834 bis 2019 | Kirberg: Einwohnerzahlen von 1834 bis 2019 |
| --- | ------------------------------------------ | ------------------------------------------ | ------------------------------------------ | ------------------------------------------ |
| Jahr |                                            |                                            |                                            | Einwohner                                  |
| 1834 | 1834                                       |                                            | 1.205                                      | 1.205                                      |
| 1840 | 1840                                       |                                            | 1.226                                      | 1.226                                      |
| 1846 | 1846                                       |                                            | 1.253                                      | 1.253                                      |
| 1852 | 1852                                       |                                            | 1.223                                      | 1.223                                      |
| 1858 | 1858                                       |                                            | 1.239                                      | 1.239                                      |
| 1864 | 1864                                       |                                            | 1.229                                      | 1.229                                      |
| 1871 | 1871                                       |                                            | 1.115                                      | 1.115                                      |
| 1875 | 1875                                       |                                            | 1.050                                      | 1.050                                      |
| 1885 | 1885                                       |                                            | 1.127                                      | 1.127                                      |
| 1895 | 1895                                       |                                            | 1.062                                      | 1.062                                      |
| 1905 | 1905                                       |                                            | 1.000                                      | 1.000                                      |
| 1910 | 1910                                       |                                            | 990                                        | 990                                        |
| 1925 | 1925                                       |                                            | 936                                        | 936                                        |
| 1939 | 1939                                       |                                            | 913                                        | 913                                        |
| 1946 | 1946                                       |                                            | 1.482                                      | 1.482                                      |
| 1950 | 1950                                       |                                            | 1.448                                      | 1.448                                      |
| 1956 | 1956                                       |                                            | 1.293                                      | 1.293                                      |
| 1961 | 1961                                       |                                            | 1.378                                      | 1.378                                      |
| 1967 | 1967                                       |                                            | 1.478                                      | 1.478                                      |
| 1970 | 1970                                       |                                            | 1.691                                      | 1.691                                      |
| 1980 | 1980                                       |                                            | ?                                          | ?                                          |
| 1990 | 1990                                       |                                            | ?                                          | ?                                          |
| 2000 | 2000                                       |                                            | ?                                          | ?                                          |
| 2011 | 2011                                       |                                            | 2.310                                      | 2.310                                      |
| 2019 | 2019                                       |                                            | 2.295                                      | 2.295                                      |
| Datenquelle: Historisches Gemeindeverzeichnis für Hessen: Die Bevölkerung der Gemeinden 1834 bis 1967. Wiesbaden: Hessisches Statistisches Landesamt, 1968. Weitere Quellen: LAGIS; nach 1970: Gemeinde Hünfelden Zensus 2011 |                                            |                                            |                                            |                                            |

## Kultur und Sehenswürdigkeiten

### Vereine
1844 wurden der Gesang- und der Turnverein gegründet. Kurz nach dem Ersten Weltkrieg entstand ein Turnerheim. Am 30. April 1905 wurde die Freiwillige Feuerwehr Kirberg gegründet, die am 25. Oktober 1970 um ihre Jugendfeuerwehr und am 15. August 2010 um die Kinderfeuerwehr ergänzt wurde. Seit 1984 benutzt sie das Feuerwehrhaus im Heringer Fahrweg, nachdem zuvor ein kleiner Unterstand am Rathaus als Spritzenhaus gedient hatte. Am 9. September 1967 wurde in Kirberg die Modellfluggruppe Goldener Grund gegründet, welche 1968 in das Vereinsregister eingetragen wurde.

### Bauwerke

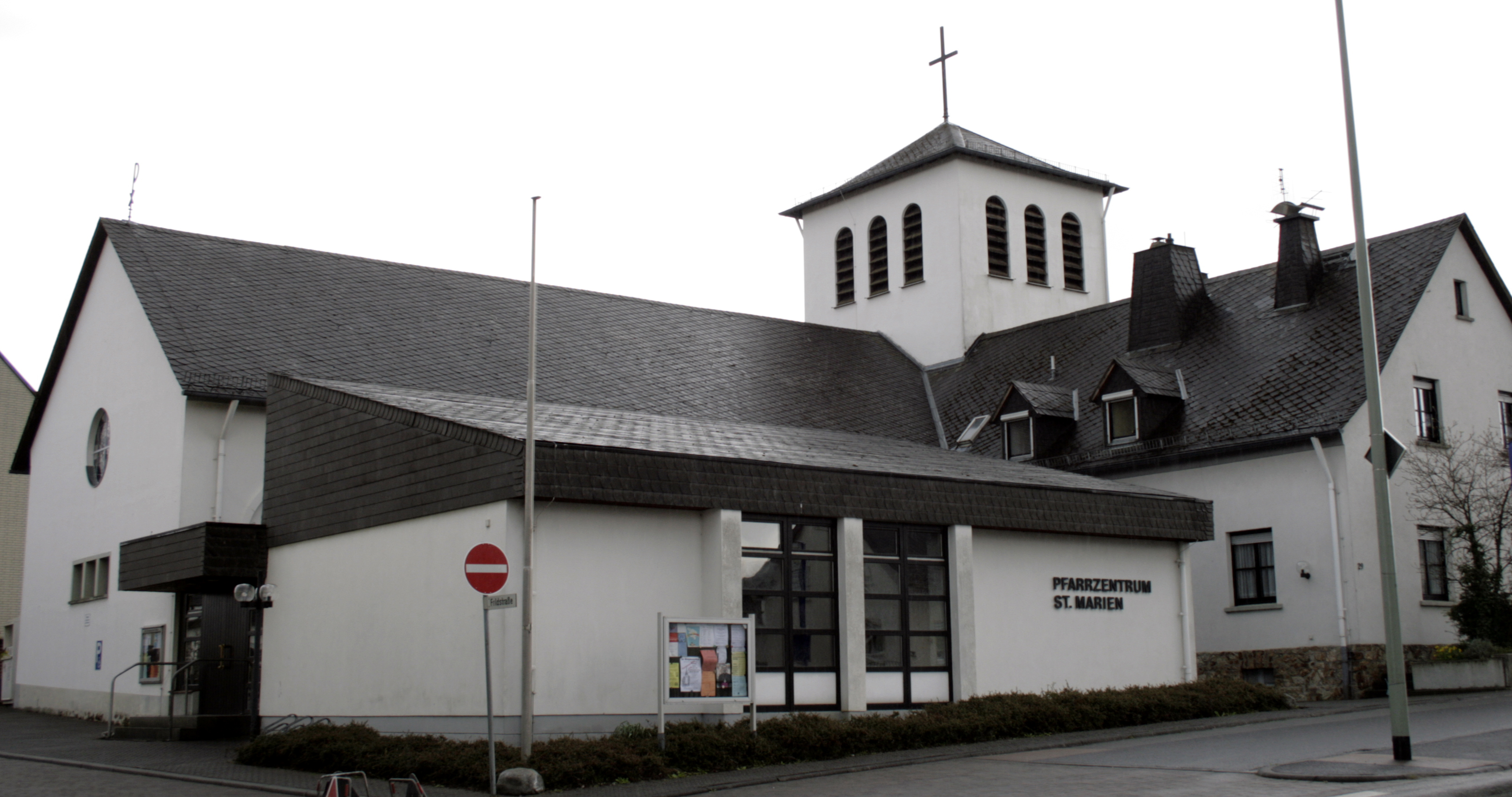
Katholische Kirche
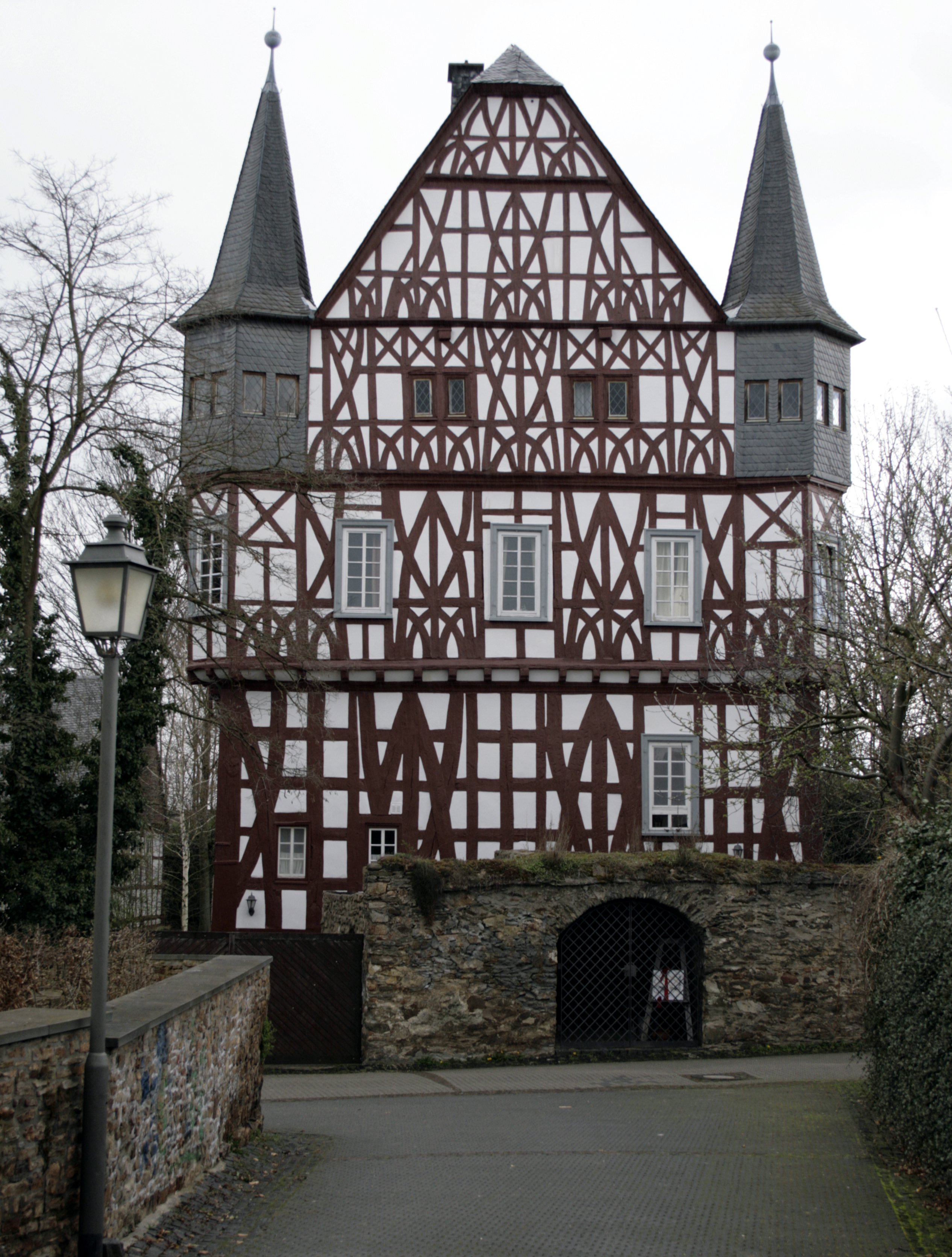
Stein'sches Haus
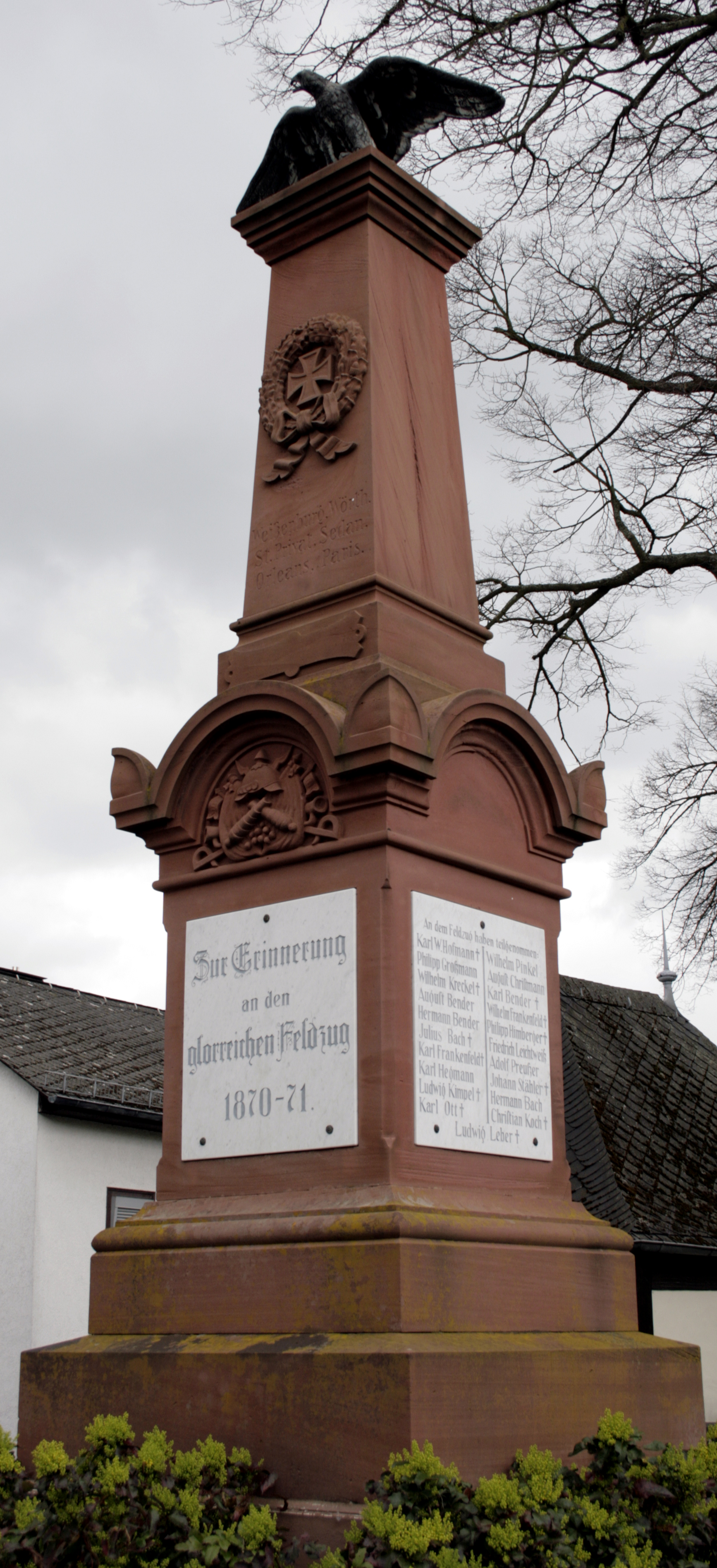
Kriegerdenkmal
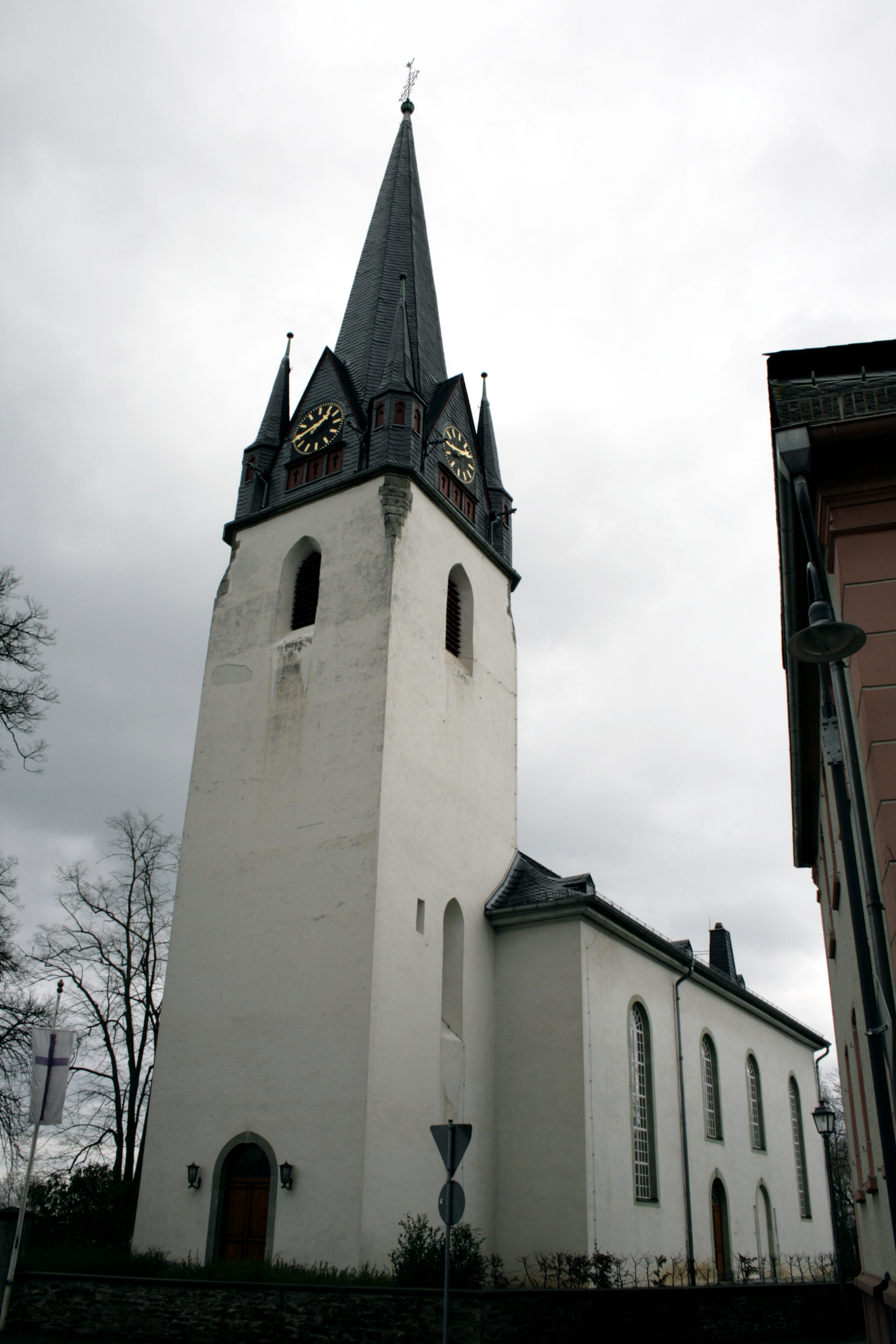
Evangelische Kirche, Turmseite
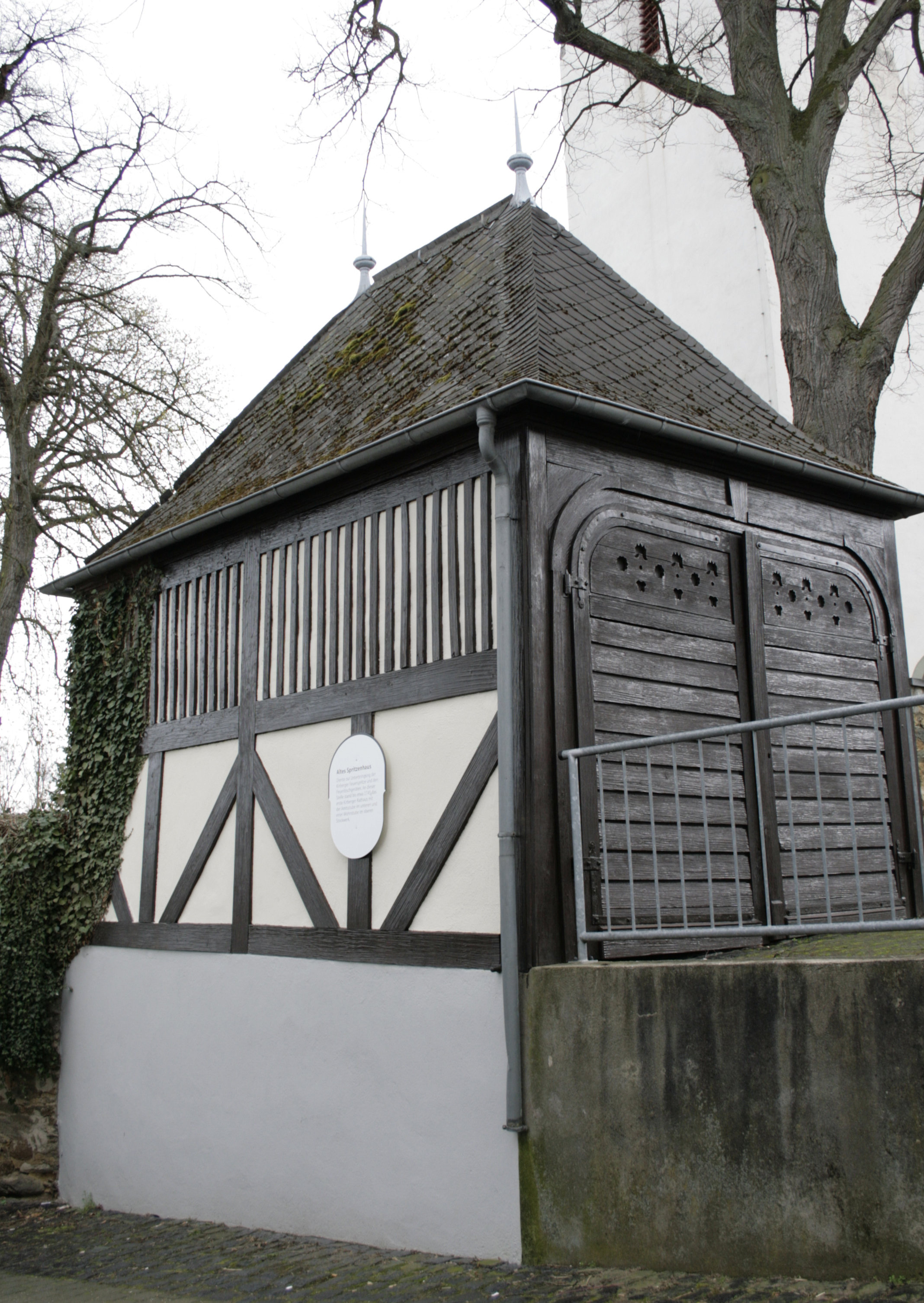
Altes Spritzenhaus

## Infrastruktur
- Durch Kirberg verläuft die Bundesstraße 417.
- Seit dem 30. April 1905 sorgt die Freiwillige Feuerwehr Kirberg (seit 25. Oktober 1970 mit Jugendfeuerwehr und seit 15. August 2010 mit Kinderfeuerwehr) für den abwehrenden Brandschutz und die allgemeine Hilfe in Kirberg.
- Seit dem 1. November 2023 betreibt der Malteser Hilfsdienst eine Rettungswache in Kirberg im 24-Stunden-Betrieb.

## Persönlichkeiten

### Söhne und Töchter des Ortes
- Carl Habel (1777–1853), Grundbesitzer und Mitglied des Nassauischen Landtags
- Ludwig Seyberth (1818–1910), Jurist und Landrat des Kreises Biedenkopf
- Karl Bücher (1847–1930), Nationalökonom
- Hermann Bücher (1882–1951), Außenpolitiker und Industrieller
- Oskar Knapp (1898–1967), Landwirt und Politiker
- Gerhard Bruch (1936–2019), Jurist, Politiker (SPD) und Abgeordneter des Hessischen Landtags
- Wilhelm Bender (* 1944), Manager, Vorstandsvorsitzender der Fraport AG
- Christel Hoffmann (1949–2018), Politikerin (SPD) und Abgeordnete des hessischen Landtags
- Karlheinz Weimar (* 1950), Hessischer Finanzminister (CDU) von 1999 bis 2010
- Hildegard Pfaff (* 1952), Politikerin, 1991–2009 hessische Landtagsabgeordnete (SPD)
- Ralph Stengler (* 1956), Physiker, Hochschullehrer und Hochschulpräsident
- Monika Schäfer (* 1959), Langstreckenläuferin

### Persönlichkeiten, die in Kirberg gewirkt haben
- Christian Daniel Vogel (1789–1852) wirkte ab 1831 als evangelischer Pfarrer in Kirberg. Er war einer der ersten Lokalhistoriker der Region. Sein 1843 veröffentlichtes Standardwerk Beschreibung des Herzogthums Nassau erarbeitete er in großen Teilen in Kirberg.